# Stephen Mozia
Stephen Ogochukwu Mozia (* 16. August 1993 in Hackensack) ist ein nigerianischer Kugelstoßer und Diskuswerfer US-amerikanischer Herkunft, der seit 2014 für Nigeria startberechtigt ist.

## Sportliche Laufbahn
Erste internationale Erfahrungen sammelte Stephen Mozia bei den Juniorenweltmeisterschaften 2012 in Barcelona, bei denen er für die USA startend mit 19,45 m den zehnten Platz im Kugelstoßen belegte. Zwei Jahre später schied er für Nigeria bei den Hallenweltmeisterschaften in Sopot mit 18,91 m in der Qualifikation aus, wie auch bei den Commonwealth Games in Glasgow mit 17,76 m. Bei den Afrikameisterschaften in Marrakesch gewann er mit 57,11 m die Bronzemedaille im Diskuswurf und belegte im Kugelstoßen mit 17,65 m Platz vier. Anschließend kam er bei dem Leichtathletik-Continentalcup in Marrakesch im Kugelstoßen auf den siebten Platz.
2016 belegte er bei den Hallenweltmeisterschaften in Portland mit 19,84 m Platz zwölf und gewann bei den Afrikameisterschaften in Durban die Bronzemedaillen im Kugelstoßen und mit dem Diskus. Er qualifizierte sich auch für die Olympischen Spiele in Rio de Janeiro, bei denen er mit 18,98 m in der Qualifikation ausschied. Im April 2018 nahm er erneut an den Commonwealth Games im australischen Gold Coast teil und belegte dort mit 59,58 m den siebten Platz im Diskuswurf.
2014 wurde Mozia nigerianischer Meister im Kugelstoßen sowie mit dem Diskus. Er ist Absolvent für Maschinenbau der Cornell University in New York.

## Persönliche Bestleistungen
- Kugelstoßen: 21,76 m, 19. Juli 2016 in Ústí nad Labem
  - Halle: 21,11 m, 30. Januar 2016 in Nashville
- Diskuswurf: 62,80 m, 31. Mai 2014 in Jacksonville